# Арбереші
Арбереші (алб. Arbëreshët, італ. Arbereschi) — одна з двох великих субетнічних ексклавних груп албанського (іллірійського) походження, у Середні століття виділилася з власне албанського етносу Балкан. Схожу історію мають і арнаути — члени іншої ексклавної групи албанців. Сучасні арбереші проживають в основному в сільській місцевості Республіки Італія, особливо на півдні країни (Південна Італія і Сицилія). За віросповіданням — католики. Загальна чисельність людей, які зберігали арбереську самосвідомість — від 40 до 80 тис. осіб (2008 рік, оцінка). Загальне число людей в Італії, що мають повне або часткове арберешсько-албанське походження — понад 2 млн осіб, в основному на півдні країни і у великих містах. Рідна — арбереська мова, основна маса двомовна, використовує італійську мову, а також її регіональні діалекти.